# Coubisou
Coubisou (okzitanisch Cobison) ist eine französische Gemeinde mit 475 Einwohnern (Stand: 1. Januar 2022) im Département Aveyron in der Region Okzitanien (vor 2016 Midi-Pyrénées) Sie gehört zum Arrondissement Rodez und zum Kanton Lot et Truyère. Die Einwohner werden Coubisounels genannt.

## Geographie
Coubisou liegt etwa 28 Kilometer nordnordöstlich von Rodez. Die Gemeinde wird vom Fluss Coussane durchquert. Das Gemeindegebiet gehört zum Regionalen Naturpark Aubrac. Umgeben wird Coubisou von den Nachbargemeinden Le Nayrac im Nordwesten und Norden, Montpeyroux im Norden und Nordosten, Le Cayrol im Osten, Espalion im Osten und Südosten, Bessuéjouls im Süden, Sébrazac im Südwesten sowie Estaing im Westen.

## Bevölkerungsentwicklung
| Jahr                       | 1962 | 1968 | 1975 | 1982 | 1990 | 1999 | 2006 | 2019 |
| Einwohner                  | 636  | 571  | 508  | 511  | 488  | 502  | 528  | 491  |
| Quellen: Cassini und INSEE |      |      |      |      |      |      |      |      |

## Sehenswürdigkeiten
- Kirche Saint-Védard aus dem 12. Jahrhundert, Umbauten aus dem 15. Jahrhundert, seit 1978 Monument historique
- Kirche Saint-Martin in Nadaillac
- Kloster und Kirche von Le Monastère-Cabrespines aus dem 15. Jahrhundert sowie Kapelle Notre-Dame-del-Boy
- Schloss Cabrespines aus dem 17. Jahrhundert
- Burgruine Tourruol aus dem 13. Jahrhundert

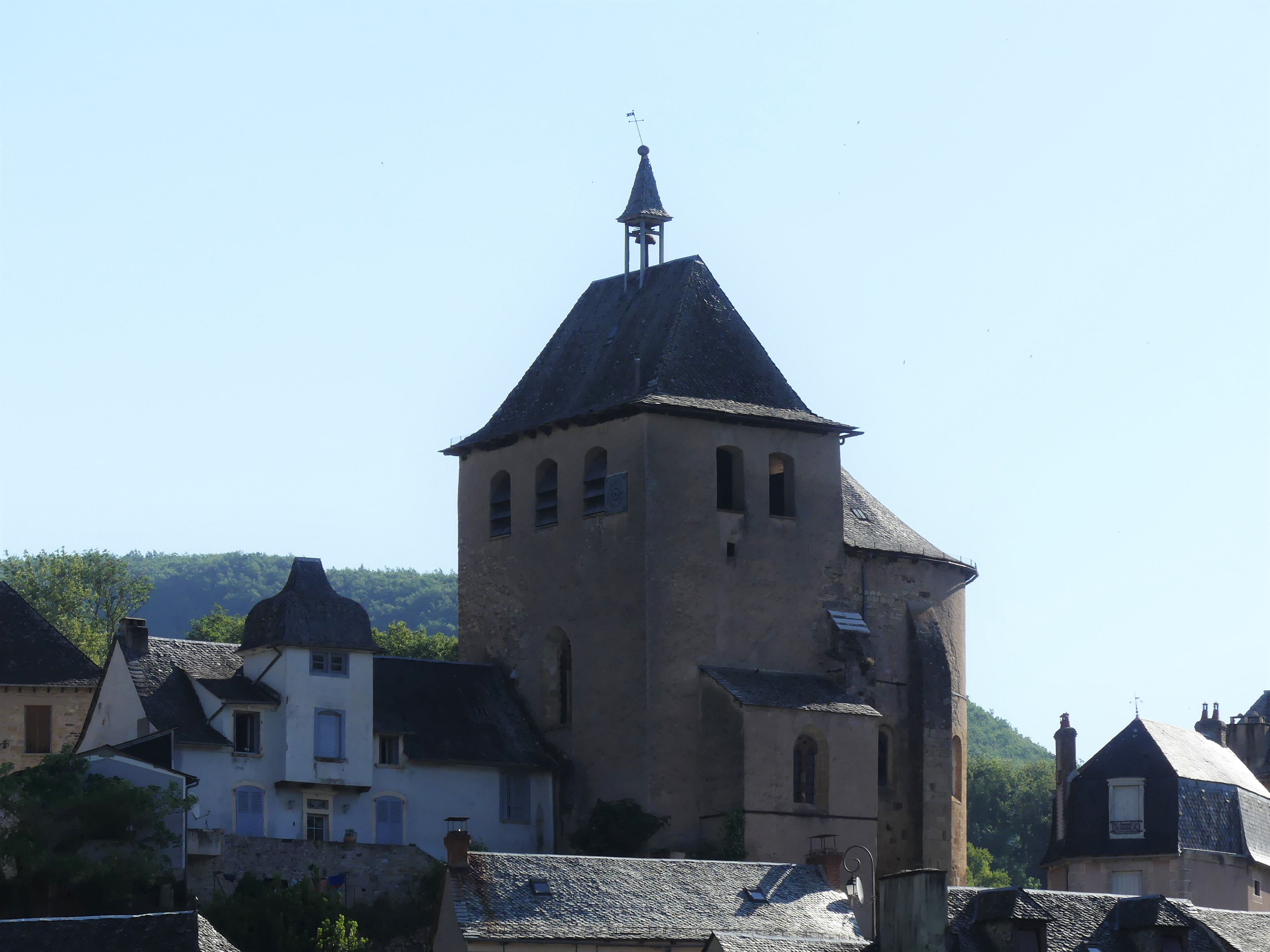
Kirche Saint-Védard
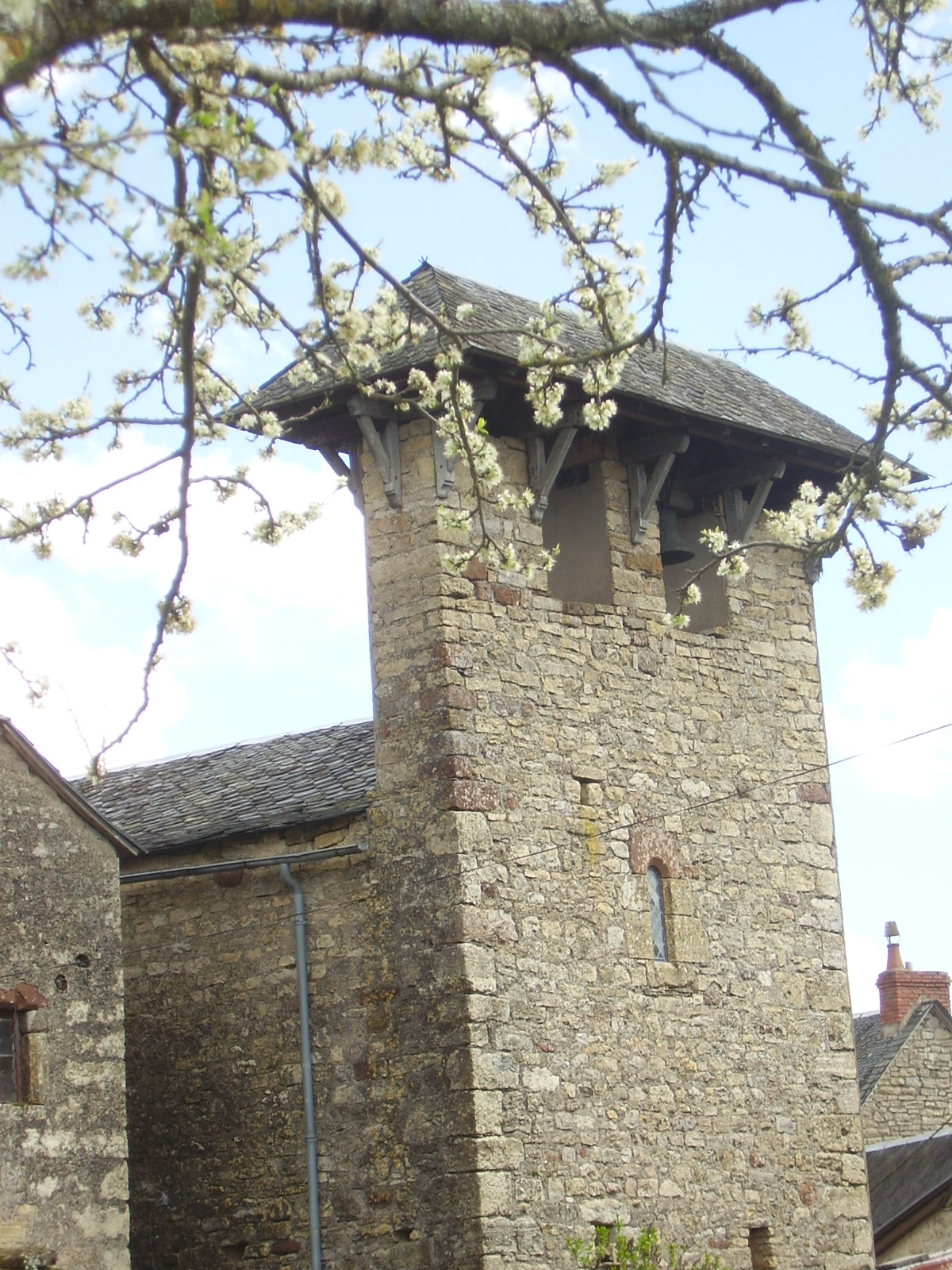
Kirche Saint-Martin
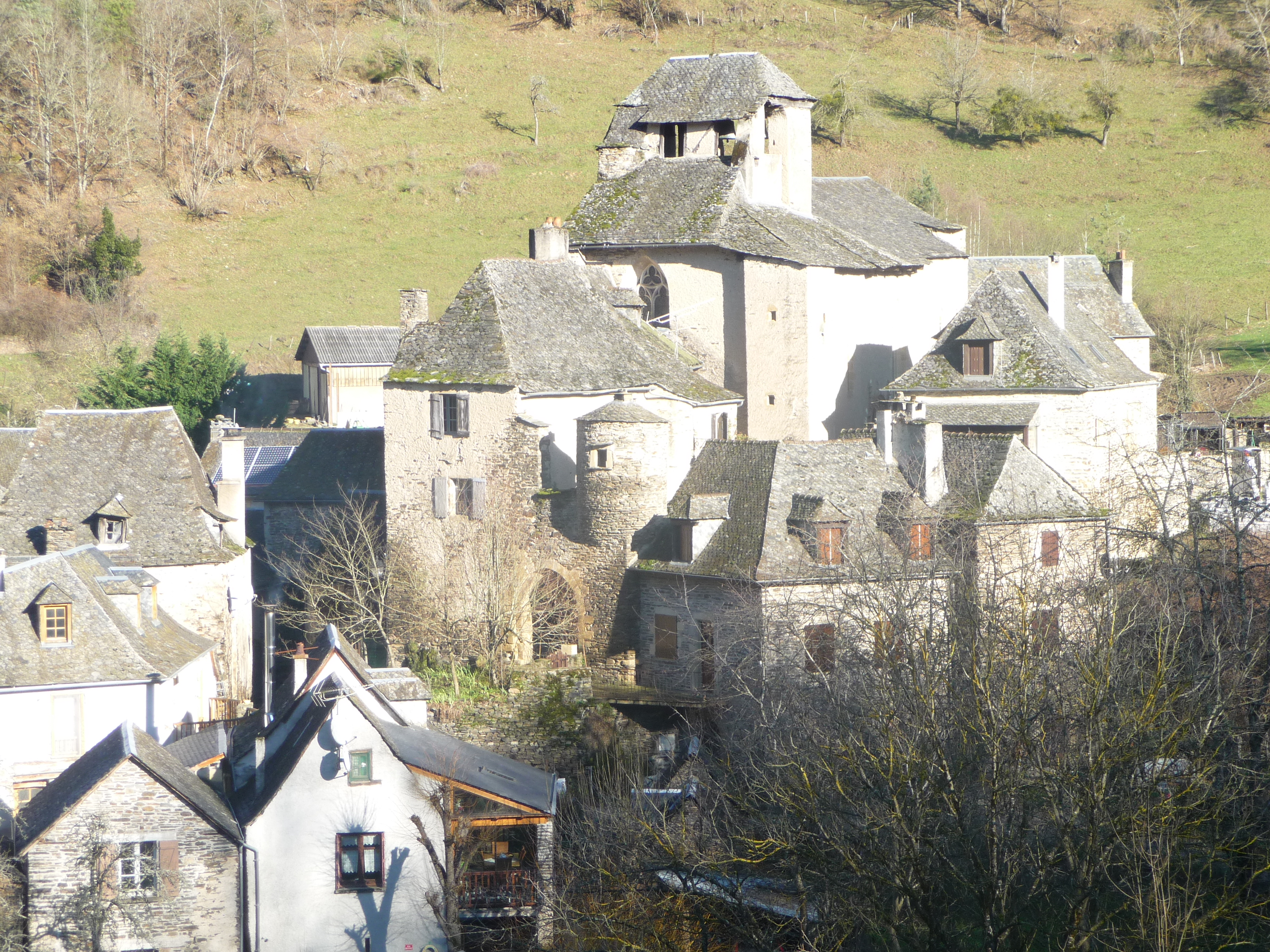
Kloster und Kirche von Le Monastère-Cabrespines
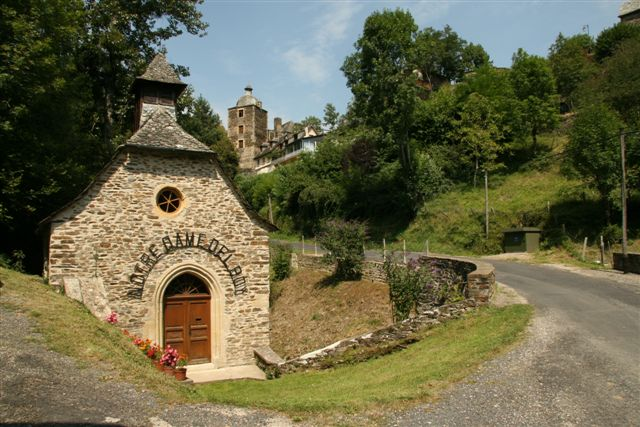
Kapelle Notre-Dame-del-Boy
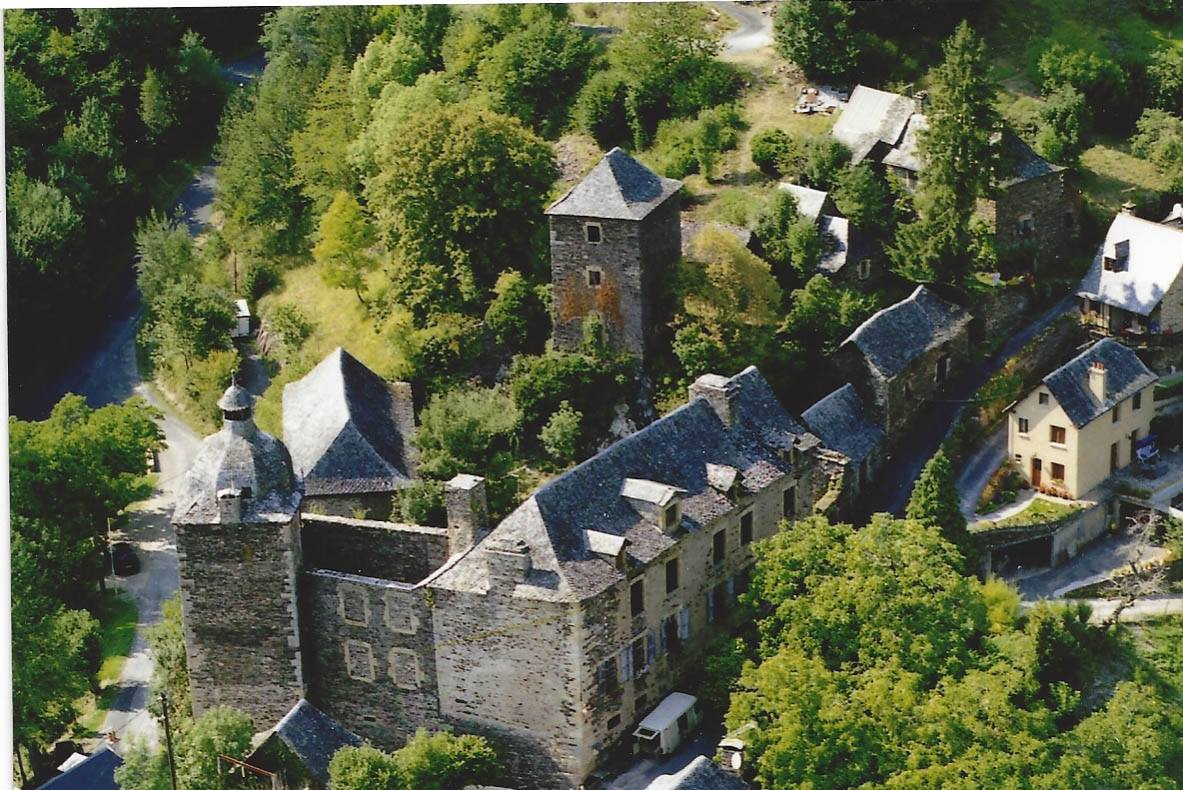
Schloss Cabrespines